# Robert Huff
Robert 'Rob' Huff (Cambridge, 25 december 1979) is een Brits autocoureur. Hij verruilde in 2014 team Münnich Motorsport voor dat van Lada Sport binnen het WTCC. Sinds 2024 rijdt Huff in de BTCC voor Toyota Gazoo Speedworks.

## WTCC
Huff kwam vanaf 2005 uit voor het Chevrolet fabrieksteam in het WTCC. In 2006 wist hij voor dit team de eerste punten te pakken op het circuit Brands Hatch. Zijn eerste overwinning kwam in 2008, op het Circuit Ricardo Tormo in Valencia. In 2012 werd Huff wereldkampioen met een fabrieksingeschreven Chevrolet Cruze 1.6T